# Stilleven met roos en iris
Stilleven met roos en iris is een schilderij door de Noord-Nederlandse schilder Balthasar van der Ast in Museum Prinsenhof in Delft.

## Voorstelling
Het stelt een stenen plint voor met daarop een takje met rozen en een blauwe lis of iris. Om dit stilleven zijn enkele insecten afgebeeld: linksonder een meikever, rechtsonder een op zijn rug liggende wesp en rechtsboven een hommel. Om het stuk nog realistischer te maken heeft Van der Ast op de rozenblaadjes enkele waterdruppels geschilderd.

## Toeschrijving en datering
Het schilderij is rechtsonder gesigneerd ‘·vander·ast·’. Een datering ontbreekt.

## Herkomst

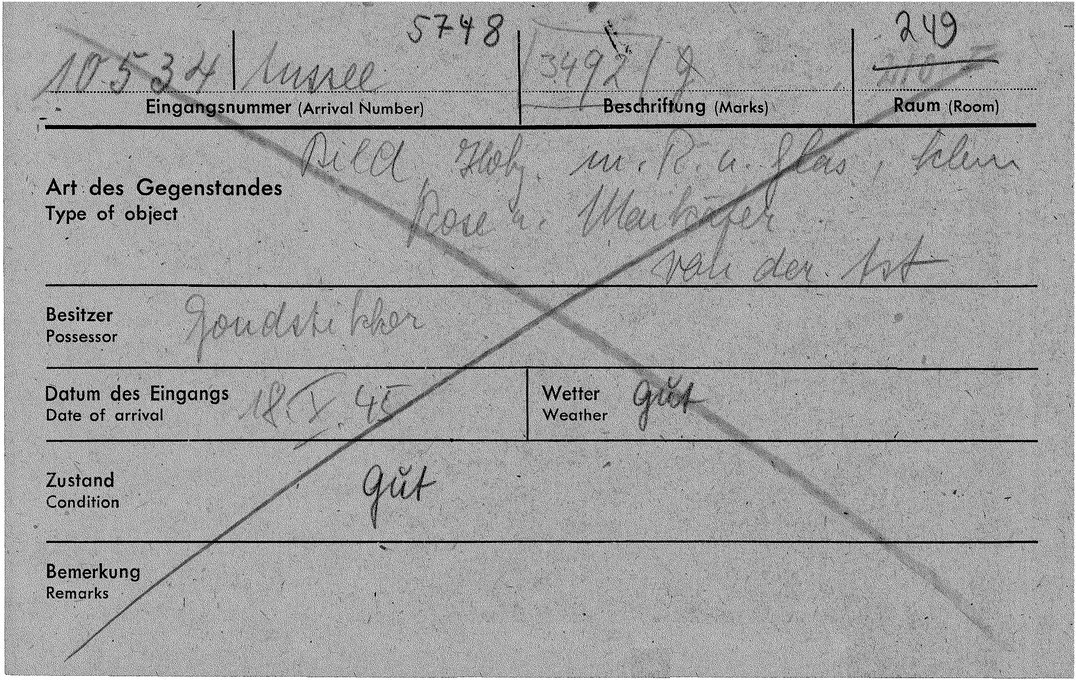
Registratiekaart 10534 van het Central Collecting Point

Het werk was in 1894 in het bezit van J. Fischer in Mainz en Wiesbaden. Op 6 november 1928 wordt het opnieuw gesignaleerd in de sectie van Paul von Merveldt (1871-1929) op de verkoping Sammlungen Paul Graf Merveldt, Schloss Marienfeld, Paul Schetter, Wiesbaden und anderer Besitz bij veilinghuis Lempertz in Keulen (resultaat onbekend; als ‘olieverf op paneel’). In 1936 was het in het bezit van kunsthandel Jacques Goudstikker in Amsterdam. Kort daarna kwam het in het bezit van de Amsterdamse effectenhandelaar D. van der Linden (1871-1943), wiens boedelveiling plaats vond op 25 april 1944 bij veilinghuis Frederik Muller & Co. in Amsterdam (sectie I van de Tweede Voorjaarsveiling 1944). De koper van het schilderij van Van der Ast was kunsthandelaar Piet de Boer in Amsterdam. Vervolgens werd het – al dan niet door De Boer – via makelaar Paul Brandt doorverkocht aan de Linzer Sammlung, een kunstverzameling aangelegd door Adolf Hitler voor het op te richten Führermuseum in Linz. Na de oorlog werd het werk als roofkunst door de geallieerden in beslag genomen en op 18 oktober 1945 overgebracht naar het Central Collecting Point in München. In 1946 werd het overgedragen aan de Nederlandse overheid, die het onderbracht bij Stichting Nederlands Kunstbezit. Deze stichting gaf het in 1948 in bruikleen aan het Centraal Museum in Utrecht. In 1995 werd dit bruikleen beëindigd en werd het werk door de Rijksdienst Beeldende Kunst in bruikleen gegeven aan het Stedelijk Museum Het Prinsenhof in Delft, het huidige Museum Prinsenhof Delft.